# Dolichomitus saperdus
Dolichomitus saperdus là một loài tò vò trong họ Ichneumonidae.